# The OA
The OA is een Amerikaanse mystery- en dramaserie, met elementen van sciencefiction, fantasy en het bovennatuurlijke. De reeks debuteerde als webserie op Netflix met "Part I" op 16 december 2016. De bedenkers, tevens uitvoerend producenten, zijn Zal Batmanglij en Brit Marling. De laatste speelt tevens de hoofdrol, als Prairie Johnson. Dit is de derde serie die het duo heeft bedacht. De serie bestaat uit twee seizoenen van elk acht afleveringen en zijn allemaal geproduceerd door Plan B Entertainment en Anonymous Content.
Op 8 februari 2017 hernieuwde Netflix de serie voor het tweede seizoen, "Part II". Dit werd uitgebracht op 22 maart 2019. Hoewel het de bedenkers' bedoeling was om vijf seizoenen van The OA te maken, maakte Netflix op 5 augustus 2019 bekend dat ze de serie hebben gecanceld door te hoge productiekosten.
The OA kreeg in het algemeen zeer positieve reviews binnen. Op Rotten Tomatoes kreeg "Part I" een score van gemiddeld 77% en "Part II" 92%.

## Verhaal

### Part I
De serie gaat over Prairie Johnson, een geadopteerde jonge vrouw die na zeven jaar weer verschijnt na ontvoerd te zijn. Wanneer ze terug is noemt ze zichzelf niet meer Prairie, maar "The OA" (voor "Original Angel", oftewel "Oorspronkelijke Engel"). Ook heeft ze een tal van littekens op haar rug bijgekregen. Bovendien kan ze weer zien, hoewel ze blind was toen ze verdween. The OA weigert de FBI of haar adoptieouders te vertellen waar ze was geweest en hoe haar zicht is teruggekomen. In plaats daarvan stelt ze een groep van vijf mensen uit de buurt samen, bestaande uit vier middelbareschoolleerlingen en een leerkracht. Tegen hen doet ze het hele verhaal, eveneens haar levensverhaal beginnende in Rusland, waar ze geboren was. Uiteindelijk vraagt ze voor hun hulp om "de bewegingen" te doen, zodat ze haar verdwenen vrienden kan redden uit een andere dimensie.

### Part II
In het tweede seizoen is er te zien dat The OA geslaagd is in het reizen tussen dimensies. Ze komt terecht in San Francisco om te zoeken naar haar voormalige kidnapper Hap en de andere gevangenen. The OA komt privédetective Karim Washington tegen en helpt hem in zijn zaak naar een surreële verdwijning van een meisje. Een verlaten huis met bovennatuurlijke geschiedenis en een online puzzelspel houden hier nauw verband mee. Ondertussen vindt er in de originele dimensie een reeks ongelukkige voorvallen plaats, wat ertoe leidt dat The OA's vijf vrienden zich aan een roadtrip door Amerika begeven om The OA te helpen in haar missie.

## Cast

### Vaste cast
| Acteur            | Rol                                                      |
| ----------------- | -------------------------------------------------------- |
| Brit Marling      | Prairie Johnson / the OA / Nina Azarova / "Brit"         |
| Emory Cohen       | Homer Roberts                                            |
| Scott Wilson      | Abel Johnson (seizoen 1, gast seizoen 2)                 |
| Alice Krige       | Nancy Johnson (seizoen 1, gast seizoen 2)                |
| Phyllis Smith     | Elizabeth "Betty" Broderick-Allen ("BBA")                |
| Patrick Gibson    | Steve Winchell / "Patrick Gibson"                        |
| Brendan Meyer     | Jesse                                                    |
| Brandon Perea     | Alfonso "French" Sosa                                    |
| Ian Alexander     | Buck Vu / Michelle Vu                                    |
| Jason Isaacs      | Hunter Aloysius "Hap" Percy / Dr. Percy / "Jason Isaacs" |
| Kingsley Ben-Adir | Karim Washington (seizoen 2)                             |
| Will Brill        | Scott Brown (seizoen 2, terugkerend in seizoen 1)        |
| Sharon Van Etten  | Rachel Degrasso (seizoen 2, terugkerend seizoen 1)       |
| Paz Vega          | Renata Duarte (seizoen 2, terugkerend seizoen 1)         |
| Chloe Levine      | Angie (seizoen 2, terugkerend seizoen 1)                 |

### Gastrollen
| Acteur             | Rol                                    |
| ------------------ | -------------------------------------- |
| Hiam Abbass        | Khatun (seizoen 1)                     |
| Zoey Todorovsky    | Nina Azarova, de jonge Prairie Johnson |
| Marcus Choi        | Mr. Vu                                 |
| Robert Eli         | Directeur Gilchirst                    |
| Nikolai Nikolaeff  | Roman Azarov                           |
| Sean Grandillo     | Miles Brekov (seizoen 1)               |
| Zachary Gemino     | Carlos Sosa                            |
| Stephanie Delaney  | Madison Jeffers                        |
| Riz Ahmed          | Elias Rahim                            |
| Robert Morgan      | Stan Markham (seizoen 1)               |
| Michael Cumpsty    | Leon Citro (seizoen 1)                 |
| Bria Vinaite       | Darmi (seizoen 2)                      |
| Zendaya            | Fola Uzaki (seizoen 2)                 |
| Zoë Chao           | Mo (seizoen 2)                         |
| Irène Jacob        | Élodie (seizoen 2)                     |
| Eijiro Ozaki       | Azrael / Old Night (stem, seizoen 2)   |
| Vincent Kartheiser | Pierre Ruskin (seizoen 2)              |
| Liz Carr           | Marlow Rhodes (seizoen 2)              |

## Lijst van afleveringen

### Part I
| Nr. (globaal) | Nr. (seizoen) | Titel                        | Regisseur      | Schrijver(s)                   | Originele uitzenddatum |
| ------------- | ------------- | ---------------------------- | -------------- | ------------------------------ | ---------------------- |
| 1             | 1             | "Chapter 1: Homecoming"      | Zal Batmanglij | Brit Marling & Zal Batmanglij  | 16 december 2016       |
| 2             | 2             | "Chapter 2: New Colossus"    | Zal Batmanglij | Melanie Marnich                | 16 december 2016       |
| 3             | 3             | "Chapter 3: Champion"        | Zal Batmanglij | Brit Marling & Dominic Orlando | 16 december 2016       |
| 4             | 4             | "Chapter 4: Away"            | Zal Batmanglij | Ruby Rae Spiegel               | 16 december 2016       |
| 5             | 5             | "Chapter 5: Paradise"        | Zal Batmanglij | Brit Marling & Zal Batmanglij  | 16 december 2016       |
| 6             | 6             | "Chapter 6: Forking Paths"   | Zal Batmanglij | Melanie Marnich                | 16 december 2016       |
| 7             | 7             | "Chapter 7: Empire of Light" | Zal Batmanglij | Brit Marling & Zal Batmanglij  | 16 december 2016       |
| 8             | 8             | "Chapter 8: Invisible Self"  | Zal Batmanglij | Brit Marling & Zal Batmanglij  | 16 december 2016       |

### Part II
| Nr. (globaal) | Nr. (seizoen) | Titel                                  | Regisseur        | Schrijver(s)                           | Originele uitzenddatum |
| ------------- | ------------- | -------------------------------------- | ---------------- | -------------------------------------- | ---------------------- |
| 9             | 1             | "Chapter 1: Angel of Death"            | Zal Batmanglij   | Brit Marling & Zal Batmanglij          | 22 maart 2019          |
| 10            | 2             | "Chapter 2: Treasure Island"           | Zal Batmanglij   | Damien Ober & Nicki Paluga             | 22 maart 2019          |
| 11            | 3             | "Chapter 3: Magic Mirror"              | Andrew Haigh     | Nicki Paluga & Dominic Orlando         | 22 maart 2019          |
| 12            | 4             | "Chapter 4: SYZYGY"                    | Zal Batmanglij   | Brit Marling & Zal Batmanglij          | 22 maart 2019          |
| 13            | 5             | "Chapter 5: The Medium & the Engineer" | Zal Batmanglij   | Brit Marling, Damien Ober & Henry Bean | 22 maart 2019          |
| 14            | 6             | "Chapter 6: Mirror Mirror"             | Andrew Haigh     | Dominic Orlando & Claire Kiechel       | 22 maart 2019          |
| 15            | 7             | "Chapter 7: Nina Azarova"              | Anna Rose Holmer | Brit Marling & Henry Bean              | 22 maart 2019          |
| 16            | 8             | "Chapter 8: Overview"                  | Zal Batmanglij   | Brit Marling & Zal Batmanglij          | 22 maart 2019          |

## Prijzen en nominaties
| Jaar | Prijs                           | Categorie                  | Genomineerde(n)               | Resultaat   |
| ---- | ------------------------------- | -------------------------- | ----------------------------- | ----------- |
| 2017 | GLAAD Media Awards              | Voortreffelijke Dramaserie | The OA                        | Genomineerd |
| 2017 | Writers Guild of America Reward | Episodische Drama          | Brit Marling & Zal Batmanglij | Genomineerd |